# آرثر تورنر (لاعب كرة قدم)
آرثر تورنر (بالإنجليزية: Arthur Turner)‏ (22 يناير 1922 في المملكة المتحدة - ) هو لاعب كرة قدم بريطاني في مركز الهجوم. لعب مع أكسفورد يونايتد وتشارلتون أثلتيك وكولتشستر يونايتد.

## وصلات خارجية
- آرثر تورنر على موقع قاعدة بيانات كرة القدم.إي يو (الإنجليزية)